# 음순

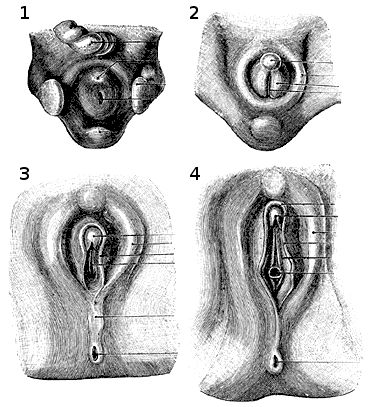

음순(labia)은 여성 외음부에 있는 두 쌍의 주름을 말한다. 위로부터 음핵, 요도구, 질구 등을 감싸고 있고, 대음순과 소음순이 있다.‍‍

## 대음순
대음순은 두 쌍의 음순 중 바깥쪽 것이며, 남성의 음낭에 해당한다. 색깔은 보통 피부보다 약간 짙고, 음낭과 마찬가지로 주름져 있다. 일반적으로 대음순의 바깥쪽에 음모가 난다. 대음순을 벌리면 소음순이 나타난다.

## 소음순
소음순은 대음순의 안쪽에 있고, 남성의 음경 피부에 해당한다. 손으로 대음순을 벌리거나 다리를 벌리면 나타난다. 소음순의 색깔은 분홍색 계통이다. 음모는 없으며 자극에 민감하다. 소음순을 벌리면 요도구, 질구가 나타난다.